# Глазырина, Лариса Дмитриевна
Лариса Дмитриевна Глазырина — профессор Белорусского государственного педагогического университета имени Максима Танка.
Родилась 1.02.1942 г. в г. Бресте в семье служащего.
В 1963 г. окончила Белорусский государственный институт физической культуры по специальности «Физическая культура и спорт». С 1963 по 1969 гг. работала учителем в школе № 11 г. Минска. С 1969 по 1976 гг. - в Минском государственном педагогическом институте имени А.М. Горького. В 1976 г. защитила кандидатскую диссертацию по проблеме воспитания общественной активности младших школьников. С 1976 по 1996 гг. работала в БГУФК доцентом, профессором, заведующим кафедрой теории и методики физического воспитания. В 1992 г. защитила докторскую диссертацию по теме: «Научно-методические основы реализации оздоровительного, воспитательного и образовательного направления программы физического воспитания дошкольников». С 1997 г. - в Высшем аттестационном комитете Республики Беларусь, а затем в БГПУ. В 2000 - 2001 гг. окончила двухгодичные курсы польского языка и культуры при Польском институте в Минске. В настоящее время профессор кафедры общей и дошкольной педагогики. Автор свыше 350 научно-методических работ. Является Академиком Международной Академии наук высшей школы, действительным членом Белорусского Академии экологической антропологии, членом товарищества «Знание», консультантом и членом редакционной коллегии «Вести» (Полоцкий государственный университет), журнала «Подснежник». Член Совета по защите докторских диссертаций при БГПУ.
Награждена Почетной грамотой Совета Министров Республики Беларусь, Почетной грамотой международной академии наук Высшей школы, Почетной грамотой Высшей аттестационной комиссии Республики Беларусь, знаком «Отличник физической культуры и спорта», медалями лауреата 2-го всесоюзного фестиваля народного творчества, лауреата Всесоюзного смотра самодельной художественного творчества. Знаком ВЦСПС за «Достижения в самодеятельном искусстве», «За активную работу» в педагогическом обществе БССР.

### Научные интересы
Межкультурная коммуникация, педагогика и её области, физическая культура и спорт, искусство и др.

### Основные публикации[3]
1. Русско-белорусский словарь по физической культуре и спорту. — Минск, 2013 (в соавт.).
2. Оценивание учебных достижений учащихся и студентов. — Минск, 2009 (в соавт.).
3. Физкультурные занятия в группе «Малыши»: пособие для педагогов учреждений, обеспечивающих получение дошкольного образования. — Минск, 2009.
4. Физическое воспитание и развитие ребенка: вучэб.-метод. пособие. — Минск, 2009.